# Заря (Мазейский сельсовет)
Заря́ — деревня Мазейского сельсовета Добринского района Липецкой области.
Стоит на притоке реки Плавицы, восточнее села Боровское. Вокруг деревни находятся садоводства.
Заря соединена автодорогой с деревней Александровка 2-я.

## История
Возникла в 1920-х годах. Согласно переписи 1926 года, это была сельскохозяйственная артель «Заря восходящего солнца» с 12 дворами. В 1932 года упоминается как посёлок Заря́ Восходя́щего Со́лнца. Позже он стал просто Зарёй, а статус изменился на деревню.

## Население
| 1926 | 1932 | 1997 | 2010 |
| ---- | ---- | ---- | ---- |
| 65   | ↗119 | ↗463 | ↘372 |